# Pomarez
Pomarez (gaskonsko Pomarés) je naselje in občina v francoskem departmaju Landes regije Akvitanije. Naselje je leta 2009 imelo 1.489 prebivalcev.

## Geografija
Kraj leži v pokrajini Gaskonji 22 km jugovzhodno od Daxa.

## Uprava
Občina Pomarez skupaj s sosednjimi občinami Amou, Argelos, Arsague, Bassercles, Bastennes, Beyries, Bonnegarde, Brassempouy, Castaignos-Souslens, Castelnau-Chalosse, Castel-Sarrazin, Donzacq, Gaujacq, Marpaps in Nassiet sestavlja kanton Amou s sedežem v Amouju. Kanton je sestavni del okrožja Dax.

## Zanimivosti
- cerkev Notre-Dame de Pomarez,
- arena Pomarez.